# Gert Riederer
Gertraud „Gert“ Ruthilde Riederer, auch unter ihrem Pseudonym Laura McCann oder als Gert Riederer-McCann geführt (* 14. Mai 1911 in Berlin; † September oder Oktober 2018), war eine deutsch-amerikanische Theaterschauspielerin.

## Leben
Die Tochter des Schriftstellers Franz Riederer und der Schauspielerin Franzi Ilmar nahm Schauspielunterricht bei Lina Carstens und Detlef Sierck. Anschließend trat sie an verschiedenen deutschsprachigen Bühnen auf. Am 18. Februar 1933 gehörte sie als „Krankenschwester“ zum Ensemble der Uraufführung von Georg Kaisers Der Silbersee mit der Musik von Kurt Weill am Alten Theater in Leipzig. Dieses Stück, von Riederers Schauspiellehrer Sierck in Szene gesetzt und mit Erhard Siedel, Alexander Golling und Lina Carstens besetzt, stellte die letzte Aufführung eines Stückes von Kurt Weill vor Ende des Zweiten Weltkrieges in Deutschland dar. Noch im selben Jahr (1933) erhielt sie vom Stadttheater im schlesischen Glogau ihr erstes Festengagement. In der Folgezeit konnte Gert Riederer, deren Mutter Jüdin gewesen war, nicht mehr öffentlich auftreten. Dennoch emigrierte sie nicht, sondern überlebte den Holocaust nur, indem sie sich zwölf Jahre lang im Untergrund versteckte. Ihr erster Ehemann, der Maler Gerhard Fietz, mit dem sie einen Sohn hatte, trennte sich deshalb von ihr.
Nach dem Zweiten Weltkrieg spielte sie an der Kleinen Komödie in München und moderierte gemeinsam mit Helmuth M. Backhaus Radiosendungen. 1948 emigrierte sie mit ihrem zweiten Ehemann, mit dem sie einen weiteren Sohn hatte, in die USA, wo sie am 11. April 1952 in Kalifornien eingebürgert wurde. In Los Angeles arbeitete sie fortan unter dem Pseudonym Laura McCann bei Bühne, Film und Fernsehen. Walter Wicclair besetzte sie als „Gretchen“ in seiner Inszenierung von Goethes Faust, die er anlässlich des 200. Geburtstages des Dichters in Los Angeles in Zusammenarbeit mit der deutschen Abteilung der University of Southern California mit Norbert Schiller in der Titelrolle und sich selbst als Mephisto vornahm. Nach Leopold Jessner war Wicclair damit der zweite Regisseur, der bewusst ein schwarzhaariges „Gretchen“ besetzte. McCann wurde für ihre Darstellung von Ludwig Marcuse im Aufbau mit einer positiven Kritik bedacht.
Seit 1964 trat Gert Riederer neben ihrer Arbeit in Los Angeles auch regelmäßig in der Bundesrepublik, vor allem im Raum München, am Theater auf. 1973 war sie einige Monate bei der Bhagwan-Sekte in Indien.
In ihrer über 60-jährigen Bühnenkarriere spielte sie zahlreiche klassische Bühnenrollen wie die „Julia“ in William Shakespeares Romeo und Julia, sowohl die „Ophelia“ als auch die „Königin Gertrud“ in Shakespeares Hamlet, die Titelrolle in Friedrich Schillers Maria Stuart, die „Sister Salvation“ in Jack Gelbers The Connection, die „Mrs. Danvers“ in Daphne du Mauriers Rebecca sowie 1992 mit 81 Jahren die „Maria Josefa“ in Federico García Lorcas Bernarda Albas Haus. Anlässlich ihrer Darstellung der gealterten Schauspielerin in Robert Woodruff Andersons The Last Act is a Solo, die den Suizid einem Karriereende mit Statistenrollen vorzieht, wurde sie 1993 von Linda Feldman für die Los Angeles Times porträtiert.
In Filmproduktionen war Gert Riederer ein seltener Gast. Sie spielte beispielsweise in Helmut Käutners Fernsehinszenierung von Bel Ami mit Helmut Griem in der Hauptrolle und unter der Regie von Peter Beauvais in Finito l’amor mit Camilla Spira.

## Filmografie (Auswahl)
- 1968: Bel Ami
- 1972: Finito l’amor